# Hexatoma (Eriocera) submorosa
Hexatoma (Eriocera) submorosa is een tweevleugelige uit de familie steltmuggen (Limoniidae). De soort komt voor in het Oriëntaals gebied.